# 沃氏軟塘鱧
沃氏軟塘鱧（学名：Austrolethops wardi），又名華氏軟塘鱧，为條鰭魚綱鱸形目鰕虎科軟塘鱧屬下的一个种。该物种主要分布于印度洋和太平洋的热带海域，体长可达6公分。